# Papež Nikolaj V.
Papež Nikolaj V. (rojen kot Tommaso Parentucelli), italijanski rimskokatoliški duhovnik, kardinal in papež, * 15. november 1397, Sarzana, † 24. marec 1455, Rim.
Papež je bil med letoma 1447 in 1455.

## Življenjepis

### Mladost in vzpon
Tomaž se je rodil 15. novembra 1397 v mestecu Sarzana, Genovska republika, a danes Italija, blizu Spezije v Liguriji. Oče je bil zdravnik Bartolomeo Parentucelli, mati a Andreola Tomeo dei Bosi, ki se je po zgodnji smrti svojega moža poročila z drugim sarzanskim zdravnikom - s Tomažem Calandrinijem. Iz tega zakona je imel prihodnji papež polbrata Filipa, ki je postal bolonjski škof in kardinal. Imel je še polbrata Friderika (Federico) in polsestro Katarino (Catherina). 
Oče mu je umrl 1401, z očimom pa se nista lepo gledala. Pri desetih letih je Tomažek tako hudo zbolel, da mu je življenje viselo na nitki in mati je zanj veliko molila; pravila je pozneje, da je ponoči imela videnje, v katerem je videla svojega sina kot bodočega papeža, kar jo je zelo pomirilo. Vsi viri poudarjajo, da je bil sicer revnega stanu, vendar izredno nadarjen.
 
V šolo je hodil najprej v Sarzani; kot trinajstletnik je bil že tako podkovan v slovnici, logiki in latinščini, da je odšel študirat v Bologno modroslovje, bogoslovje ter sedem svobodnih umetnosti. Zaradi pomanjkanja sredstev je postal zasebni učitelj pri bogatih florentinskih družinah, kjer se je srečal z vodilnimi tedanjimi humanisti, kar ga je zaznamovalo za vse življenje. Ko je doktoriral iz teologije, je bil že predavatelj na Bolonjski univerzi. Tam se je srečal s škofom-kartuzijanom Nikolajem Albergatijem, ki ga je sprejel za tajnika in ga posvetil za duhovnika 1422. Škofa je spremljal skozi 22 let na njegovim mirovnih pohodih po Italiji in tujini. Papež Martin V. ga je poslal kot nuncija posredovat med Francijo in Anglijo zaradi dokončanja stoletne vojne, ki je omogočila muslimanskim Turkom nemoteno prodiranje na Balkan. 

Postal je kanonik v stolnem kapitlju v Bologni, in pri S. Maria Maggiore v Pieve di Cento, kjer je 14. januarja 1425 postal nadduhovnik. Spremljal je Albergatija v Rim 1426 na kardinalsko imenovanje in v Florenco 1434, kamor se je zatekel papeški dvor po uporu Rimljanov. 1433 je odšel na Bazelski koncil, katerega je hudo oštel. 1438 je sodeloval na Florentinskem koncilu; doživel je zedinjenje z Grki, ko so podpisali bulo Lætentur cæli dne 6. julija 1439 – listino o zedinjenju vzhodnih - carigrajskih pravoslavcev z Rimom. Sodeloval pa je osebno pri zedinjenju z Armenci, jakobiti in kopti, ki so podpisali papeški buli Laudate Deum 22. novembra 1439 med 8. sejo Armenci, a Cantate Domino 4. februarja 1441  odlok o zedinjenju egiptsvski in etiopske kopti. Vodilna misel tega odloka je Extra Ecclesiam nulla salus, tj. zunaj Cerkve ni zveličanja, kar pomeni, da je povezanost s katoliško Cerkvijo nujna za zveličanje.

12. marca 1443 ga je papež Evgen IV. imenoval za podkanclerja svetega sedeža ter mu zaupal pomembne mirovne misije. 27. novembra 1444 je postal bolonjski škof. 
16. decembra 1446 je postal kardinal-duhovnik pri Santa Susanna in prejel rdeč klobuk istega dne.

## Papež
6. marca 1447 je bil na konklavu izvoljen za papeža in si je privzel ime Nikolaj V. iz spoštovanja do kardinala, podpornika in prijatelja Nikolaja Albergatija. Za rimskega škofa ga je posvetil 17. marca 1447 v stari vatikanski baziliki po vsej verjetnosti kardinal Francesco Condulmer, škof pri Porto e Santa Rufina ; ustoličil in kronal ga je 19. marca 1447 s krono svetega Silvestra kardinal Colonna (1410-1463) na stopnicah Bazilike sv. Petra. 

Eden izmed kardinalov-volivcev, portugalec Martino di Chavez, navdušen nad izvolitvijo, je dejal, da »niso kardinali izvolili Nikolaja, ampak sam Bog osebno«. Ne glede na to, da lahko vključimo v konklave Božjo previdnost, je Nikolaj začel svoje papeževanje pod srečno zvezdo. Tri mesece po svoji izvolitvi – 15. julija 1447 – je umrl Filippo Visconti, najnevarnejši sovražnik Papeške države in človek, ki je z orožjem obvladoval dober del Italije; uporniška Bologna, morda tudi kot darilo svojemu škofu, ki je sedaj postal papež, je prostovoljno izrazila svojo pokorščino; tudi zahodni razkol s protipapežem Feliksom se je ugodno končal. 25 mesecev po izvolitvi Nikolaja V. je protipapež (Amedej Savojski) izročil odpoved tiari v roke Bazelskega koncila v Lozani, ki je 19. aprila 1449 izvolil istega Nikolaja za papeža in se sam razpustil. 23. aprila 1449 ga je zato papež Nikolaj imenoval za kardinal-škofa in dekana kardinalskega zbora.

Med svojim papeževanjem je imenoval enajst kardinalov v štirih konzistorijih.
Papež Nikolaj je 1450 razglasil kot jubilejno, tj. sveto leto; takrat je v posamezne evropske dežele poslal svoje odposlance, ki naj bi ljudstvo pripravili na praznovanje svetega leta in obenem spodbujali prenovo Cerkve, ki jo je začrtal Florentinski koncil. Opolnomočenci so osebno vodili ali dali pobude za številne pokrajinske sinode. Pod vodstvom oglejskega vikarja škofa Martina je tudi v Ljubljani 1448 zasedala obnovitvena sinoda, ki je izdala vrsto odlokov o življenju in delova¬nju duhovščine ter o zakramentalnem življenju laikov.

### UstanoviteljVatikanske knjižnice
Največje zasluge si je pridobil papež Nikolaj v zvezi z Vatikansko knjižnico. Noben posvetni vladar nima take priložnosti za zbiranje knjig kot papeži in Nikolaj je to pridoma uporabil; njegovi poslanci so premetali samostane in palače po vseh evropskih deželah. Dragocene rokopise, ki bi jih razgrizli molji ali pa bi končali v peči, so rešili iz rok njihovih nevednih lastnikov in jih razkošno nastanili v Vatikanu. Na ta način je nabral pet tisoč kosov za ceno več kot štirideset tisoč skudov. 
»Njegova največja radost je bilo sprehajanje po njegovi knjižnici, urejanje knjih in opazovanje njihovih strani, občudovanje čednih vezi in uživanje ob misli, da je z lastnimi rokami pisal na tiste, ki so mu bile posvečene in se naslajal ob misli, koliko hvaležnost bodo čutili prihodnji rodovi znanstvenikov do svojih nekdanjih dobrotnikov. Tako ga lahko vidimo upodobljenega v eni izmed dvoran Vatikanske knjižnice, ko je zaposlen z urejanjem svojih knjig.« 
Papež Nikolaj V. je 1448 prenesel okrog 350 grških, latinskih in hebrejskih rokopisov, ki so jih zbrali njegovi predhodniki, v Vatikan. Rokopise so poprej hranili v Lateranski palači v Rimu, vse do konca 13. Stoletja – i n v Avignonu, ko so papeži stolovali v tem mestu, ki je pravzaprav pripadalo Papeški državi. Med 1370, ko seo se papeži vrnil v Rim, in 1447, je bila zbirka razdeljena med Rim, Avignon in drugod. Pravi utemeljitelj knjižnice pa je pravzaprav papež Sikst IV.. 14. junija 1475, z bulo Ad decorem militantis Ecclesiae, ko je določil vsoto za ustanovo in vzdrževanje knjižničaja Bartolomeja Platina, ki je sestavil prvi seznam 1481. Takrat je knjižnica posedovala 3500 rokopisov in je bila največja na Zahodu. Okoli leta 1578 je papež Sikst V. najel stavbenika Dominika Fontana, naj zgradi novo stavbo za hrambo knjižnice, kjer so spravljene še danes.
Vatikansko knjižnico je torej ustanovil 1451 papež Nikolaj V. Danes vsebuje 180.000 rokopisov, 1,6 milijona knjig in 150.000 slik in bakrorezov. Lani je bila osnovana nedobičkarska družba »Digita Vaticana Oculus«, da bi pomagala pri digitalizaciji 80.000 rokopisov ali 41 milijona strani. Prvih 500 rokopisov je sedaj dosegljivih, skupaj s 600 inkunabulami, to je knjigami ali listinami, ki so jih tiskali pred letom 1500.

### Renesančnihumanist
Nikolaj je bil izobražen, osebno neoporečen in značajen mož, ki ga štejejo med najboljše papeže; z njegovim nastopom si je utrl pot do papeškega prestola humanizem. Tako imenujemo gibanje, ki je v 15. stoletju zbudilo zanimanje za klasično latinščino in grščino ter se navduševalo za Platona, Aristotela, Cicerona in druge klasike, pisce in umetnike. S tem je zbudilo zanimanje tudi za grško-latinsko umetnost, ki so jo začeli posnemati, spomenike te starodavne omike pa ohranjati in obnavljati. S svojim modrim ravnanjem je Nikolaj V. v cerkveni državi ter v celotni Cerkvi je utrdil omajani papeški ugled. Za sodelavce si je pridobil vrsto klasično in vsestransko izobraženih in razgledanih ljudi. 

S cesarjem Friderikom III. je 1448 sklenil dunajski konkordat, ki so ga sprejeli tudi vsi nemški knezi in je ostal v veljavi do 1803. 

Nikolaja je priznal 1449 ostanek bazelskega koncila, ki se je tega leta sam razšel, od njega izvoljeni protipapež Feliks V. pa ga je tudi priznal za zakonitega papeža in s tem odstranil »mali« zahodni razkol. Feliks je v zameno postal dekan kardinalskega zbora, ter papeški upravitelj ozemelj, ki so ga dotlej priznavala. 

Pod Nikolajem V. so občasna podjetja njegovih predhodnikov dobila zaokroženo obliko, ki so pripravljali tla prihodnjim drznim posegom. Načrt za preureditev mesta je obsegal pet osnovnh točk: 
1. Utrditev obzidja
2. obnova in preureditev štiridesetih obstoječih mestnih cerkev
3. preureditev četrti Borgo
4. razširitev Svetega Petra
5. preureditev Apostolske palače.[13]

Papež Nikolaj si je pridobil velik ugled kot prijatelj znanosti in umetnosti. V Rimu je dal obnoviti številne cerkve, arhitektu Rosselinu je naročil, naj pripravi načrte za gradnjo nove bazilike sv. Petra. Izvrstno izobraženi Nikolaj se je obdal z učenjaki, pisatelji in umetniki. Bil je velik dobrotnik in mecen umetnikov, pisateljev in stavbenikov, ki jih je za njihovo delo tudi primerno nagrajeval. Kadar so se daru branili, jim je dejal, namigujoč na svoje papeško ime Nikolaj: »Kar vzemite, Miklavža nimate vedno med seboj!« Čeprav je prej papeštvo zaradi zahodnega razkola, konciliarizma in vse močnejšega uveljavljanja nacionalnih držav hudo zgubljalo svojo politično težo v svetu, pa je Cerkev pod Nikolajem spet začela pridobivati ugled kot vodilna kulturna sila, ki pa je v duhovnem pogledu vedno bolj potrebovala obnove. Nikolaj V. je bil najplemenitejši med renesančnimi papeži, vendar ga je bolj zanimala znanost in umetnost kot pa obnovitev Cerkve.

### Sveto leto
V skladu s svojimi splošnimi načeli, da naredi vtis na javno mnenje s poudarjanjem vidnih znamenj, je razglasil 4. januarja 1449 sveto leto 1450, ki naj bi označevalo prenehanje razkola in obnovo papeškega ugleda. V prvi polovici leta so se v Rim zgrinjale ogromne množice; letopisci ne skrivajo občudovanja, ko pravijo, da je ta jubilej presegal tistega, ki ga je kot prvega razglasil 1300 Bonifacij VIII. tako po številu romarjev kot po prejetih darovih. Vespasiano da Bisticci trdi, da je v blagajno pricurljalo kar 100.000 florinov. Enea Silvio Piccolomini pa navaja, da je v Rim prihajalo vsak dan vsaj 40.000 ljudi. 

Ko je pa pritisnila poletna vročina, je začela razsajati kuga, ki so jo zanesli v večno mesto najbrž romarji s severne strani Alp, in napravila strašno opustošenje. V mestu je nastal preplah; cerkve in bolnišnice so se polnile z bolniki ki so trumoma umirali. Iz Rima niso bežali le romarji, ampak tudi kardinali, škofje, opati in menihi. Preplah se je polastil tudi Nikolaja;  pobegnil je iz obsojenega mesta ter begal iz enega kraja do drugega u upanju, da se bo izognil okužbi. Na gradu Fabriano ni našel nobenega bolnika, ampak izdelovalnico odličnega papirja, ki ga je zelo cenil; zato je pod kaznijo izobčenja prepovedal tjakaj obiske »javno ali tajno«. Zaradi nevarnih razmer v Rimu je dovolil, da lahko romarji prejmejo odpustke tudi doma; prispevek je znašal polovico stroškov za potovanje v Rim. 

Takoj, ko je kuga pojenjala, se je vrnil v Rim in prejel obiske številnih nemških knezov in prelatov, ki so dolgo zagovarjali konciliaristične Konstance  in Bazla. 

Papež je zaradi kuge podaljšal sveto leto, ki ni prinašolo le duhovnih, ampak tudi gmotne koristi, da so se napolnile prazne rimske blagajne. S temi sredstvi je papež lažje pristopil k izvrševanju svojih veličastnih gradbenih, umetniških in kulturnih načrtov, ki pa jih moral prepustiti v nadaljevanje svojim naslednikom, ker ga je prehitela smrt.
Sveti Antonin Pierozzi  imenuje v svoji latinsko pisani Kroniki sveto leto ali jubilej 1450 kot Zlato leto, in sicer zlato v vseh ozirih: v duhovnem, razumskem in tudi gmotnem. 

Razglasil ga je prvi papež, ki je bil navdušen humanist, in ki je ljubil starodavne knjige bolj kot kdorkoli. Pravil je, da bi morebitni denar potrošil za dve stvari: za kupovanje knjig in gradnjo. Jubilej mu je omogočil, da je nakupil mnogo grških in latinskih knjig ne glede na ceno in da je ogromno gradil, da bi popravil posledice dolgoletne papeške odsotnosti iz Rima.
To jubilejno leto pa so po pravici imenovali tudi sveto leto svetnikov, saj je bil kanoniziran komaj nekaj let prej umrli Bernardin Sienski  in takrat so Rim napolnili številni frančiškani, med katerimi so bili tudi štirje svetniki: Janez Kapistran, Jakob od Marke , Peter Regalado  in Diego Alkalski. Od svetih žensk so poromale v Rim Katarina Bolonjska , stigmatiziranka Rita Kasijska  

»V tem času je cesta stalno vrvela. Ceste so bile tako polne, ko da bi po njih gomazele mravlje; ubogi romarji so spali kar pod stebrišči in po klopeh, ali pa po vinogradih, ker je bilo vreme lepo«. 

Za časa prvega jubileja 1300 je zadostoval en sam podobar, Giotto, da je upodobil Barko sv. Petra in Bonifacija VIII., kako odpira sveto leto. Sedaj, po oddaljenosti stopetdesetih let, so se slikarji pomnožili in slikali po cerkvah in papeževih sobanah, pa tudi spominske slike za romarje.
Zlato leto pa se je prevesilo v črno leto zaradi kuge, na koncu pa še zaradi nesreče. Promet ob Angelskem gradu je bil že 1300 dvosmeren. Tokrat pa se je zapletlo uro pred polnočjo, 19. decembra 1300, ko so se vračali od blagoslova. Na mostu sv. Petra so v gneči zdivjali štirje konji in ena mula. Nastal je tak preplah in zmeda, da so poginile živali, a umrlo je tudi 72 ljudi, ne vštevših tistih, ki so utonili skočivši v Tibero. Nekateri cenijo število vseh žrtev na več kot 170. Umrli so mladi možakarji in krepke ženske, malo pa starcev in otrok. Papeža Nikolaja, ki je bil zelo pobožen, je dogodek hudo potrl. Sam je hotel blagosloviti trupla in jih dal prenesti v cerkev San Celso. Nikolaja je ta dogodek hudo potrl in pri vhodu na most je postavil kapelo, kjer se je vsakodnevno darovala maša za dušni pokoj žrtev nesreče. 

### PadecCarigrada
Nikolaj je že kot papeški nuncij, ki je šel posredovat v sporu med Anglijo in Francijo zaradi dokončanja stoletne vojne, spoznal, kako nevarna je lakomnost in oblastiželjnost krščanskih vladarjev; raje so se vojskovali med seboj, kot da bi nastopili zoper skupnega sovražnika, muslimanske Turke, ki so neovirano prodirali prek Balkana proti Srednji Evropi. Ko je postal papež, je takoj želel pomiriti spore med Nemčijo in Ogrsko in tudi drugod, kamor je poslal kot nuncija kardinala Carvajala  János Hunyadi (1407-1456) je takrat sicer na Kosovskem polju pretrpel 1448 hud poraz; naslednjega leta sta skupaj s Skenderbegom  premagala sultana Murata ; papež je 1451 poslal fratra Evgenija Somma za pridiganje križarske vojne po Bolgariji, Srbiji in Albaniji zoper Turke s podelitvijo popolnega odpustka "in articulo mortis"; Bizantinci se niso držali dogovora o uniji, ki so jo sklenili 1439 na Florentinskem koncilu in glede tega piše papež Nikolaj 1451 zadnjemu bizantinskemu cesarju Konstantinu:
Cerkev je ena in zato mora imeti enega samega voditelja. Rimski papež je Petrov naslednik in Kristusov namestnik. Obupen položaj Vzhodnega cesarstva je posledica malikovalstva in bizantinskega bogoskrunstva, ker so ločili s Fotijevim razkolom Carigrad od Rimske Cerkve. Čeprav so s koncila razposlali odlok o zedinjenju Cantate Domino po vsem katoliškem svetu v grščini in latinščini s podpisi navzočih, ga v Carigradu še niso razglasili. Pontifik omenja, kako evangelij  opominja, da bo nerodovitno drevo po treh letih posekano. Pregnani latinski patriarh se mora vrniti na svoj sedež, papeževo ime je treba vpisati v carigrajski diptih in ga omenjati pri vseh bogoslužjih.
1452 je poslal papež kot odposlanca Izidorja Kijevskega, čigar razglasitve zedinjenja pa ljudstvo, menihi in duhovščina niso sprejeli. Še na začetku 1453 so prišle prošnje iz Carigrada za pomoč, pa so bile baje zavrnjene z obrazložitvijo, da so Bizantinci bolj v skrbeh za lastne koristi kot za obrambo, za katero ne želijo obrniti svojega bogastva. Šele konec aprila so poslali v pomoč oboroženo ladjevje, ki pa je lahko ugotovilo le še padec mesta v turške roke 29. maja 1453, kar je povzročilo po Rimu in Zahodu preplah in žalost; dogodek je papeža globoko pretresel. 30. septembra je sklical križarsko vojno proti Turkom, ki med drugim uvaja desetino v ta namen, prepoveduje trgovanje z neverniki in ukazuje mir med krščanskimi vladarji; odziv pa je bil medel.

## Dela

### Bule
Njegova največja skrb je bilo obramba krščanstva pred muslimanskimi Saraceni in Turki, ki so v času njegovega papeževanja osvojili tudi Carigrad, podirali cerkve, skrunili oltarje, morili mlado in staro ter številne kristjane odvlekli v sužnost. Anglija in Francija sta končavali stoletno vojno (1337-1453), Španija je imela težave z muslimani doma, in tako je ostala za sklicanje križarske vojne edino upanje Portugalska. V tej zvezi lahko bolje razumemo tudi njegove okrožnice, ki so bile naperjene za zaustavitev islamskega napredovanja in niso imele namena uzakoniti kolonialnega suženjstva, ki se je razmahnilo šele v novem veku, ko je Krištof Kolumb odkril Ameriko (1492). Čudi pa, da celo dve njegovi buli govorita v prid suženjstvu oziroma zasužnjevanju "nevernikov". Pod pogojem, da okrožnici nista ponarejeni ali podtaknjeni, je tako učenje v neposrednem nasprotju z učenjem svetega pisma, cerkvenih očetov, prejšnjih in poznejših papežev, kakor tudi humanizma, čigar odlični predstavnik je Nikolaj V.
1. Immensa et innumerabilia. Bula ob odprtju svetega leta 1450, ki ga je napovedal papež Nikolaj 4. januarja, a bulo izdal dne 19. januarja 1449.[30]
2. Dum diversas z dne 16. junija 1452 [31]– pooblastila portugalskemu kralju za boj zoper Saracene in druge sovražnike križa, kakor tudi za zasego njihovega premoženja in postavljanje v tlačanstvo oziroma sužnost.
3. Poziv na križarsko vojno zoper Turke, izdana leta 30. septembra 1453, po padcu Carigrada 29. maja 1453.
4. Romanus Pontifex z dne 8. januarja 1455 – potrditev bule Dum diversas.

## Smrt in spomin
Razžaloščenemu zaradi dogodkov na Vzhodu (padec Carigrada) in tistih v Rimu (Porcarijeva zarota), se je Nikolaju V. za trajno poslabšalo zdravje. Neka zadeva ga je pa le še potolažila in sicer mirovni sporazum v Lodiju, kar je vsaj za štirideset let prineslo mir Italiji. 2. marca 1455 je s tem mirom mogel Nikolaj oznaniti ustanovitev velike obrambne in napadalne zveze med Papeškimi državami, Neapljem, Florenco, Benetkami in Milanom. Tri tedne pozneje je umrl. Nekateri pravijo, da za možgansko kapjo, ker mu je ugajala dobra jedača, drugi pravijo, da za cirozo jeter (it.: corrosi epatica), ker tudi v pijači nikakor ni bil zmeren. Tak je pač bil renesančni način življenja, ki so se mu mnogi vdajali.
Umrl je torej 24. marca 1455 in so ga pokopali v Baziliki sv. Petra, blizu groba Evgena IV..

### Ocena
Prepisovalec knjig in prijatelj vseh humanistov Bisticci pravi: »Papež Nikolaj je bil luč in kras književnosti in pisateljev, Božje Cerkve in svojega stoletja; z njim je renesansa prinesla na sedež palestinskega ribiča ideal lepote, skupaj s teženjem za svetostjo«. Nadaljuje: »Nizek in suh, izrazitega in bledega lica, krepkega glasu; čiste nravnosti, pobožen, poln samopremagovanja, dobrohoten, pravičen; ni ga kalila niti senc nepotizma.«  

Po Platini je bil nagle jeze in sumničav. Po Porcarijevem uporu se je bil baje izrazil takole: »Meni ne odpre vrat nihče, ki bi govoril resnico; lažnivci iz moje okolice so me tako zmedli, da bi se, če se ne bi bal pohujšanja, odpovedal papeštvu in bil zopet Tomaž Sarazanski.« 

Drži, da so hiteli na njegov papeški dvor največji humanisti tistega časa, pa tudi največji umetniki. Ko jih je sprejemal, ni bil Nikolaj do njih le velik mecen, ampak je ravnal z njimi kot s pravimi gospodi; bila pa so ta srečanja po vzoru na posvetna srečanja, da jih je marsikdo primerjal s tistimi razkošnimi v Avignonu. S temi druženji so pogosto bile povezane tudi pojedine, kjer so jedli in pili, morebiti tudi malo preveč.
Vsekakor je Nikolaj hotel s svojimi velikopoteznimi podjetji okrepiti ne le duhovni, ampak tudi zemeljski sijaj in ugled papeža in njegove okolice. Nekatere je to motilo; Gregorovius  se je glede tega pikro izrazil: 
| Italijanski prevod | Slovenski prevod |
| --- | --- |
| »Niccolò agli occhi degli apostoli commetteva un errore scambiando il papato con la Chiesa e le cose di Stato ecclesiastico con quelle della repubblica di Cristo.« | »Nikolaj je v očeh apostolov napravil napako, ko je zamenjal papeštvo s Cerkvijo in zadeve Cerkvene države s tistimi Božje dežele.«. |

Ludwig Pastor  pa pravi o njem, da je bil »najvelikodušnejši človek svojega časa.« 